# Старая Кульметьевка
 Старая Кульметьевка  — деревня в Тетюшском районе Татарстана. Входит в состав Кошки-Новотимбаевского сельского поселения.

## География
Находится в юго-западной части Татарстана на расстоянии приблизительно 24 км на юго-запад по прямой от районного центра города Тетюши у речки Тарханка.

## История
Основано в XVII веке, известно было также как Глинки. В 2017 году насчитывалось 5 дворов.

## Население
Постоянных жителей насчитывалось в 1859 году — 114, в 1897—185, в 1913—272, в 1920—243, в 1926—250, в 1938—232, в 1949—162, в 1958—158, в 1970 — 75, в 1979 — 69, в 1989 — 30. Постоянное население составляло 17 человек (русские 65 %) в 2002 году, 9 в 2010.